# Astragalus tarijensis
Astragalus tarijensis är en ärtväxtart som beskrevs av Hugh Algernon Weddell. Astragalus tarijensis ingår i släktet vedlar, och familjen ärtväxter. Inga underarter finns listade i Catalogue of Life.